# Viaduc de Clisson
Le viaduc de Clisson, est un pont en maçonnerie construit en 1841, franchissant la Moine à Clisson, en France, à l'amont du pont Saint-Antoine.

## Histoire[1]

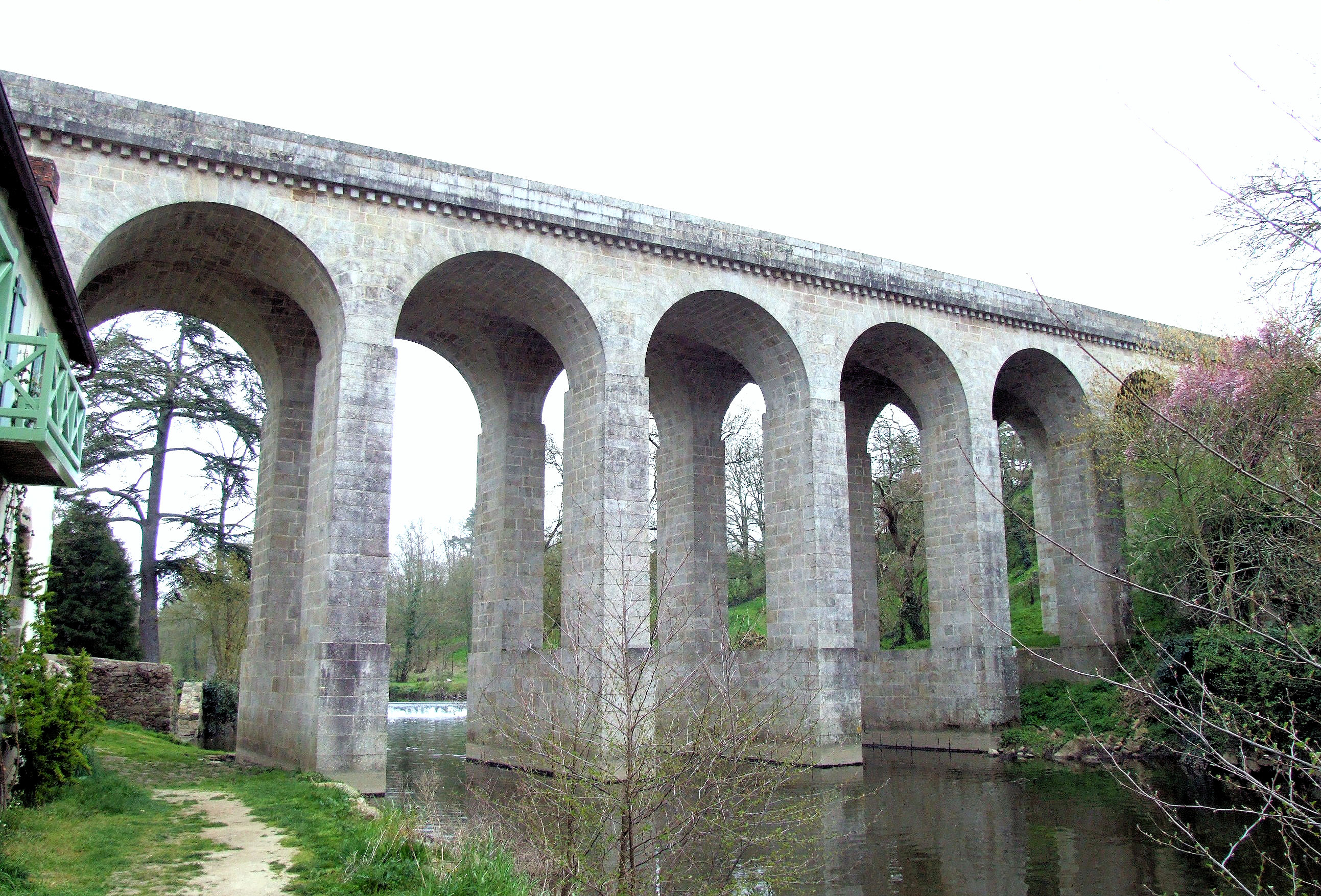
Le viaduc de Clisson franchissant la Moine

Lors de la guerre de Vendée, les armées républicaines eurent le plus grand mal à pénétrer le pays bocager. Aussi dès le début du XIXe siècle, le pouvoir central s'est intéressé à l'ouverture de routes pour permettre la circulation rapide et sûre des troupes.
L'insurrection royaliste dans l'ouest de la France en 1832 remet le problème d'une bonne qualité des routes dans les sujets d'intérêt du gouvernement.
Un projet de création de plusieurs routes est présenté le 26 septembre 1832 par l'ingénieur en chef des ponts et chaussées Wiotte. La loi du 27 juin 1833 décide la construction de routes stratégiques dans les départements de l'ouest. Le projet de la route stratégique no 1 doit relier Clisson à Torfou en se branchant sur la route départementale no 2 Nantes - Clisson par Ancenis mais en évitant d'entrer dans Clisson. Pour éviter d'entrer dans Clisson, il fallait construire un nouveau pont sur la Moine.
Le projet du pont est dressé en 1835 par l'ingénieur Jégou. Il est terminé en 1841 pour le prix assez faible de 184 036 francs.
Le 30 août 1944, les troupes allemandes font sauter deux voûtes qui ont été soigneusement refaites peu après.

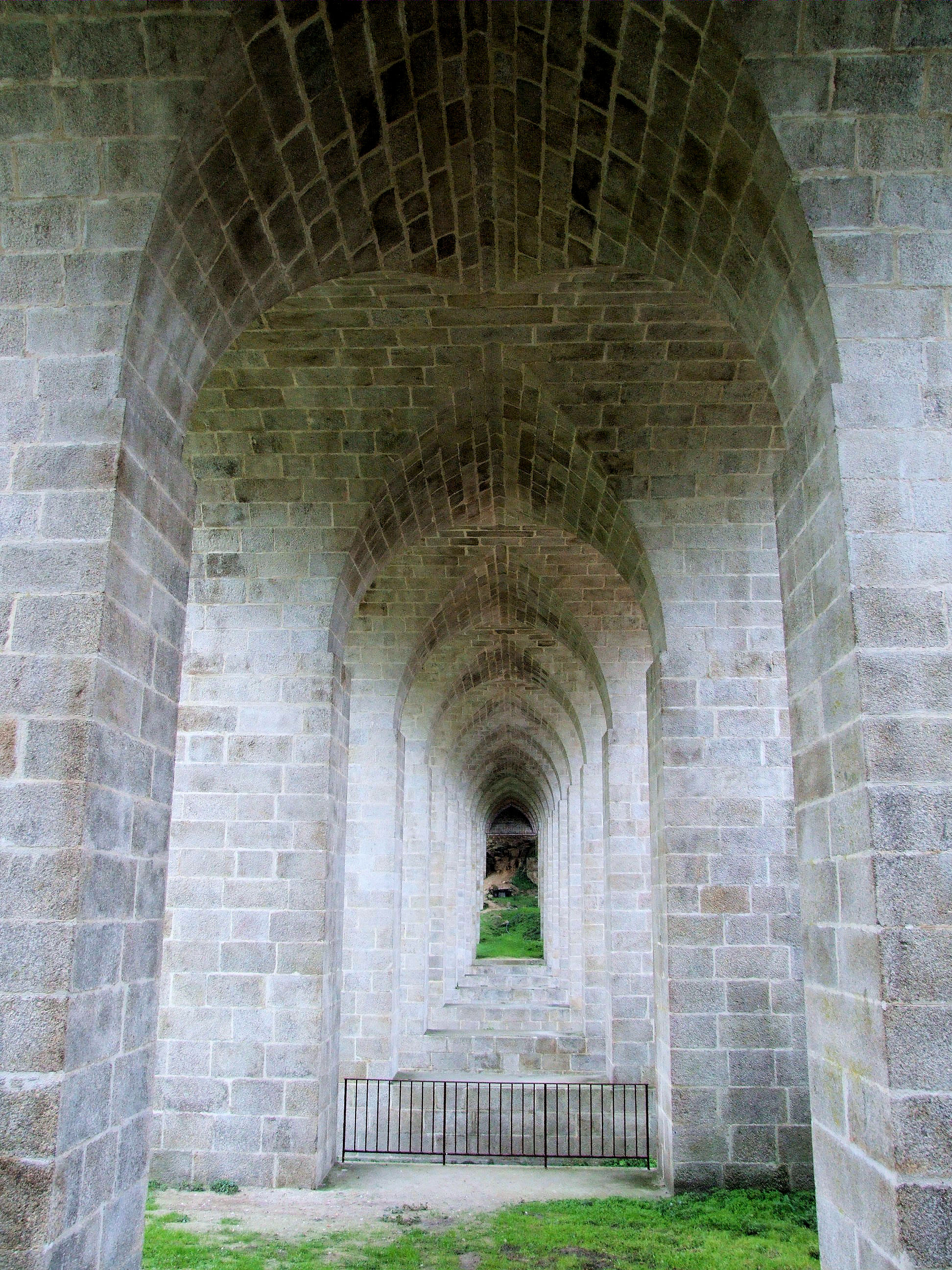
Voûtes d'arête

## Architecture
Le pont comporte quinze arches d'ouvertures égales sur une longueur de 106,80 m avec aux extrémités des culées de 8,60 m de longueur.
L'originalité de cet ouvrage vient de sa conception. La chaussée n'est pas portée par des voûtes en berceau mais par des voûtes d'arête qui sont obtenues par l'intersection de voûtes en plein cintre transversales avec une voûte ogivale longitudinale.